# Pohár Alberto Bonacossa 1967
Pohár Alberto Bonacossa se konal od 29. července – 31. července 1967 v Cortině d'Ampezzo. Zúčastnila se tři mužstva, která se utkala jednokolovým systémem každý s každým.

## Výsledky a tabulka
|    |                | TCH | COR | GERB | V | R | P | Skóre | B |
| 1. | Československo | *** | 5:2 | 8:1  | 2 | 0 | 0 | 13:3  | 4 |
| 2. | SG Cortina Rex | 2:5 | *** | 3:1  | 1 | 0 | 1 | 5:6   | 2 |
| 3. | Německo B      | 1:8 | 1:3 | ***  | 0 | 0 | 2 | 2:11  | 0 |

 SG Cortina Rex –  Německo B  3:1 (0:0, 2:0, 1:1)
29. července 1967 – Cortina d'Ampezzo
 Československo –  Německo B  8:1 (2:1, 3:0, 3:0)
30. července 1967 – Cortina d'Ampezzo
 Československo –  SG Cortina Rex 5:2 (0:1, 2:1, 3:0) 
31. července 1967 – Cortina d'Ampezzo

Branky Československa: Jozef Čapla, Jan Havel, Josef Horešovský, Jozef Čapla, Stanislav Prýl. 